# Horváth Zsigmond (evangélikus lelkész)
Horváth Zsigmond (Kisköcsk (Vas megye), 1782. január 20. – Kővágóörs, 1845. október 17.) evangélikus lelkész és a Magyar Tudományos Akadémia levelező tagja.

## Élete
Nemes szülők gyermeke. Középiskoláit Sopronban végezte, ahol Kis János élesztette benne a hazai irodalom iránt való szeretetet. 1802. október 12-én a jenai egyetemre iratkozott be, ahol két évig hallgatta a hittudományt, a szünidőket kirándulásokra fordítván; meglátogatta Weimarban Herdert, Schillert és Goethét; ellátogatott Erfurtba és a wartburgi várba; fölkereste Dietendorfban a herrnhutiak gyarmatát és Schnepfenthalban Salzmannt, akinek előadásait hallgatta. Hazatérve Nizsnyánszky György gyermekei mellett nevelő volt. 1806. január 20-án pappá szentelték föl és a csengei (Vas megye) evangélikus gyülekezet választotta lelkészének. 1824-ben Kővágóörsre (Zala megye) hivatott meg. 1828-ban a zalavidéki esperességben jegyző, 1831-ben Zala vármegyei táblabíró, 1835-ben a győri kerületben első egyházi jegyző és 1837-ben zalavidéki esperes lett. A Magyar Tudományos Akadémia 1833. november 15-én választotta meg levelező tagjának. Meghalt 1845. október 17-én Kővágóörsön. A Magyar Tudományos Akadémiában azon év december 29-én Toldy Ferenc tartott felette gyászbeszédet.
Cikkei az Erdélyi Múzeumban (1817. IX. A triumphusról); a Tud. Gyűjteményben (1818. XI. A magyar stylistikát tárgyazó észrevételek, 1825. XII. A házi nevelésnek hibáiról és azoknak orvoslása módjáról, 1832 X. A Vesta szűzekről, 1833- IV. A világ rendszere, vagyis: az égi testek az Isten dicsőségének harsány tolmácsai, XI. A 12 égi jegyek magyarázatai, 1836. VI. Életrendszer, VIII. Hosszú élet példái. 1837. II. IV. A csillagok esmértetése, 1839. XII. A Balatonmelléki tájszólás kivonata.)

## Munkái
- Cooknak, ama híres anglius hajós-kapitánynak a föld körül utazása, melyet Banks és Solander tudósok társaságában tett 1768-1771. esztendőben. Németből ford. Pest, 1810.
- A vallásnak intései s vigasztalásai. Melyeket a csengei ev. hiveknek, a midőn ezek az ő gyászos hamvaiból újonnan felépült templomokba nov. 21. 1813. isteni tisztelet végett legelőször beléptek, tolmácsolt és szivekre kötött. Győr.
- Amerikának haszonnal mulattató esmértetése: vagyis az újvilág minden tartományainak, nevezetesebb hegyeinek, folyóinak, városainak, terméseinek, s állatjainak és egyéb ritkaságainak; úgy nem különben otthoni s külföldi, vad és szelid lakosainak természeti, polgári, erkölcsi s vallásbeli állapotjokra nézve a legújabb időkig folytatott leirása. I. kötet Győr.
- Gróf Macartneynek Chinába tett követségi utazása. Németből ford. és némely felvilágosító észrevételekkel megtoldotta. Pest. 1818. (Nevezetes Utazások Tárháza, szerk. és kiadta Kis János V.)
- Meermannak utazása Éjszaki Európában. Fordította és holmi szükséges jegyzetekkel megbővítette. Pest, 1819. (Nev. Utazások Tárháza VIII.)
- Elmederítő, szivképző s characterfestő történetek s adatok fűzére. Gyönyörködtetve oktató olvasókönyv. Pest, 1840. Két kötet.

### Kéziratban
A reformatio historiája a leghitelesebb kútfőkből, A naptárak értelmesítése, Egyház-szerkezet, Népnevelés és oktatási rendszer. a Magyar Tudományos Akadémia által elfogadva.
Az akadémia Tájszótárához balatonmelléki tájszók gyűjtésével járult.
Levelei Horvát Istvánhoz Kűvágó-Örsről 1836. máj. 24., szept. 2., nov. 12., 1837. okt. 31. és szept 2. (a Magyar Nemzeti Múzeumban.)